# إطلاق النار في مبنى إمباير ستيت عام 1997
في 23 فبراير/شباط 1997 أطلق علي حسن أبو كمال وهو مدرس فلسطيني يبلغ من العمر 69 عاماً النار على منصة المراقبة في مبنى إمباير ستيت في مدينة نيويورك. قام المسلح بقتل شخص واحد وإصابة ستة آخرين قبل أن ينتحر برصاصة في الرأس.
وحكم مسؤولون إنفاذ القانون بأن الهجوم كان متعمدا بعد العثور على ملاحظات تشير إلى غضب أبو كمال تجاه فلسطين وإسرائيل. وفي ذلك الوقت صرحت أرملة أبو كمال بأن إطلاق النار لم يكن بدوافع سياسية بل كان نابعا من يأسه بسبب الخراب المالي.
بعد مرور عشر سنوات على إطلاق النار كشفت ابنة أبو كمال أنها كذبت عندما أخفت أن تصرفات والدها كانت في الواقع بدافع القومية الفلسطينية. كانت رواية والدتها لعام 1997 قصة ملفقة من قبل السلطة الفلسطينية حيث سعى أبو كمال إلى الانتقام من الأميركيين والبريطانيين والفرنسيين لدعمهم لإسرائيل.

## إطلاق نار
أطلق أبو كمال النار بعد الساعة الخامسة مساء بقليل في 23 فبراير 1997 على منصة المراقبة في الطابق 86 من مبنى إمباير ستيت أحد مناطق الجذب السياحي الأكثر شعبية في مدينة نيويورك. قبل أن يبدأ إطلاق النار تمتم بشيء عن مصر وكان يصرخ على ما يبدو : "هل أنت من مصر؟". وقالت شرطة نيويورك إنها لا تعرف ما إذا كان ذلك قد قيل في محاولة لإنقاذ الضحايا المحتملين أو تحديد هويتهم. لكن الضحايا الناجين يشهدون بأن أبو كمال سألهم بطريقة ودية "هل أنتم إيطاليون أم أمريكيون؟" قبل بدء إطلاق النار.
استخدم مطلق النار مسدسًا من طراز Beretta 84 عيار 380 مزودًا بـ 14 طلقة ويبدو أنه اشتراه في فلوريدا في نهاية يناير 1997. قتل أبو كمال شخصاً وأصاب ستة آخرين قبل أن يطلق النار على رأسه. نقل إلى المستشفى حيث توفي بعد خمس ساعات.
وكان الضحية الوحيد هو كريستوفر بورميستر وهو موسيقي دانمركي يبلغ من العمر 27 عامًا وكان يعيش في نيويورك ويلعب في فرقة موسيقية. كان يزور مبنى إمباير ستيت مع زميله في الفرقة ماثيو جروس الذي أصيب بجروح خطيرة في الهجوم.

## الجاني
علي حسن أبو كمال كان مدرسًا للغة الإنجليزية فلسطينيًا يبلغ من العمر 69 عامًا. ولد في يافا في فلسطين الانتدابية في 19 سبتمبر 1927. كان ابنًا لعائلة لاجئة فرت من المدينة أثناء الحرب العربية الإسرائيلية عام 1948 واستقرت في غزة. لقد أصبح مدرسًا للغة الإنجليزية يحظى بالاحترام في مدرسة ثانوية محلية وجامعة وكان أيضًا مدرسًا مدفوع الأجر ومترجمًا ماهرًا. كان يكسب حوالي 3000 دولار شهريًا ويعيش في حي ثري مع زوجته وكان لديه ستة أطفال.
في عام 1996 قرر أن تنتقل عائلته إلى الولايات المتحدة من أجل حياة أفضل. حصل على تأشيرة غير مهاجرة قانونية ووصل إلى نيويورك في 24 ديسمبر 1996.

### الدافع
وقال مسؤولون في أجهزة إنفاذ القانون إن هجوم أبو كمال كان متعمدا استنادا إلى زيارته إلى منصة المراقبة في اليوم السابق لإطلاق النار. كما عثر على زوج من الرسائل المتطابقة واحدة باللغة الإنجليزية والأخرى باللغة العربية داخل كيس حول رقبته. كانت الرسائل هجومًا لاذعًا على "الثلاثة الكبار" الولايات المتحدة وفرنسا وإنجلترا بسبب سوء معاملتهم للفلسطينيين وكذلك ضد الصهيونية التي قال إنها تقمع الفلسطينيين.

ورغم إشارة الرسالة إلى فلسطين والصهاينة قدمت أرملة أبو كمال تفسيرا آخر مفاده أن الدافع الحقيقي وراء إطلاق النار لم يكن سياسيا بل كان متجذرا في الخراب المالي. كما تضمنت الرسالة أسماء اثنين من شركائه التجاريين الذين زعم أبو كمال أنهم احتالوا عليه وخسروا 300 ألف دولار في مشروع تجاري. وفي تلك اللحظة قالت إنه أصبح يفكر في الانتحار. وأضافت ابنته أنه لم يتمكن من العودة إلى المنزل بعد خسارة الأموال. وقالت فتحية أبو كمال للصحافة :
زوجي ليس إرهابيًا لقد كان فقط يائسًا. لقد كان متقدمًا في السن ولم تكن له أي علاقة بالسياسة أو الإرهاب أو الجريمة.
في فبراير/شباط 2007 وبعد مرور عشر سنوات على إطلاق النار ذكرت صحيفة نيويورك ديلي نيوز أن ابنة أبو كمال ليندا "سئمت من الكذب" بشأن دوافع والدها وراء الهجوم. وقالت لصحيفة ديلي نيوز إن والدها أراد معاقبة الولايات المتحدة على دعمها لإسرائيل وكشفت أن رواية والدتها عام 1997 كانت قصة غطاء اختلقتها السلطة الفلسطينية :
وأشار مسؤول في السلطة الفلسطينية إلى أن الهجوم لم يكن لأسباب سياسية لأن ذلك من شأنه أن يضر باتفاقية السلام مع إسرائيل. ولم نكن نعلم أنه استشهد بدوافع وطنية فكررنا ما طلب منا فعل... وكان هدفه وطنيا. أراد الانتقام من الأميركيين والبريطانيين والفرنسيين والإسرائيليين... وكتب أنه بعد أن قام بتربية أطفاله وتأكد من أن عائلته بخير قرر الانتقام في أعلى مبنى في أمريكا للتأكد من حصولهم على رسالته.

## العواقب
في أعقاب إطلاق النار دعا عمدة مدينة نيويورك رودي جولياني إلى تطبيق قوانين أكثر اتساقًا للسيطرة على الأسلحة في جميع أنحاء الولايات المتحدة قائلاً : "يجب أن يكون الحصول على سلاح في فلوريدا بنفس الصعوبة كما هو الحال في مدينة نيويورك".